# Cachaça Coqueiro
A Cachaça Coqueiro é uma marca de cachaça artesanal produzida em Paraty, no sul do estado do Rio de Janeiro, no Brasil.
É fabricada desde a década de 1940 na Fazenda Cabral, utilizando técnicas tradicionais que remontam ao século XVIII e deram fama à bebida produzida naquela região do litoral sul fluminense. Segue rigorosos padrões de higiene e controle em todas as etapas de produção, desde a colheita e moagem da cana-de-açúcar, a decantação e filtragem do caldo de cana, a preparação do mosto, a fermentação e a alambicada, aproveitando-se o chamado "coração" da destilação, ou seja, desprezando-se o produto inicial (a chamada "cabeça") e o final (o chamado "rabo", "cauda" ou "água-fraca").
É a primeira marca de cachaça, no país, a receber o certificado de qualidade e excelência do Ministério da Agricultura.

## Características
A Coqueiro é produzida em diversas versões:
- Prata: cachaça tradicional; 44% vol
- Ouro: cachaça envelhecida de 12 a 24 meses em tonéis de carvalho); 44% vol
- Azulada: cachaça nova, destilada com folhas de tangerina; 45% vol
- Licor de cravo e canela fino: cachaça nova, misturada a cravo, canela e calda de açúcar; 27% vol
- Licor de banana fino: cachaça nova, em infusão com banana, cravo, canela, gengibre e calda de açúcar; 30% vol
- Licor de abacaxi seco: cachaça nova, em infusão com abacaxi e calda de açúcar; 32% vol